# Brucella
Brucella je rod gramnegativních nepohyblivých, striktně aerobních bakterií. Jedná se o kokobakterie až tyčinky o velikosti 0,5-0,7 × 0,6-1,5 μm, v hostiteli se vyskytují intracelulárně. Zástupci rodu Brucella jsou obligátní patogeny a způsobují onemocnění domácích i volně žijících zvířat zvané brucelóza.

## Druhy
- Brucella melitensis (Hughes 1893) Meyer and Shaw 1920
- Brucella abortus (Schmidt 1901) Meyer and Shaw 1920
- Brucella suis Huddleson 1929
- Brucella ovis Buddle 1956
- Brucella neotomae Stoenner and Lackman 1957
- Brucella canis Carmichael and Bruner 1968
- Brucella ceti sp. nov. Cloeckaert et al., 2001; Foster et al., 2007
- Brucella pinnipedialis sp. nov. Cloeckaert et al., 2001; Foster et al., 2007
- Brucella microti sp. nov. (Hubalek et al. 2007) Scholz et al. 2008